# Alex Della Valle
Alex Della Valle (ur. 13 czerwca 1990 w Borgo Maggiore) – sanmaryński piłkarz występujący na pozycji obrońcy w SC Faetano, reprezentant San Marino w latach 2010–2014.

## Kariera klubowa
Wychowanek akademii piłkarskiej San Marino Calcio. Karierę na poziomie seniorskim rozpoczął w sezonie 2008/09 we włoskim klubie ASD Verucchio, z którym spadł z Serie D. W sezonie 2009/10 był graczem ACD Sanvitese (Promozione Emilia-Romagna), jednak nie rozegrał w barwach tego zespołu żadnego oficjalnego spotkania. Latem 2010 roku zarejestrował się jako zawodnik sanmaryńskiego SC Faetano. W lipcu tegoż roku zadebiutował w europejskich pucharach w dwumeczu z SK Zestaponi (0:5, 0:0) w kwalifikacjach Ligi Europy UEFA. Wkrótce po tym, dzięki zezwalającym na to przepisom FSGC, rozpoczął występy w nowo powstałym Realu Rimini FC (Serie D), który uformowano na licencji Valleverde Riccione FC. W rundzie jesiennej sezonu 2010/11 zanotował 4 spotkania w lidze, po czym powrócił do SC Faetano. 4 grudnia 2010 zadebiutował w Campionato Sammarinese w wygranym 3:1 meczu przeciwko SS Folgore/Falciano. Na początku 2011 roku, ponownie na zasadzie podwójnej rejestracji, został zawodnikiem włoskiego klubu AC Cattolica Calcio (Promozione Emilia-Romagna), gdzie spędził 5 miesięcy.
Przed sezonem 2011/12 powrócił do SC Faetano i stał się podstawowym środkowym obrońcą. W czerwcu 2013 roku otrzymał od FSGC nominację do nagrody Golden Boy, przyznawanej najlepszemu sanmaryńskiemu piłkarzowi do lat 23. W sezonie 2013/14 dotarł z SC Faetano do finału Pucharu San Marino, przegranego 0:2 z AC Libertas.

## Kariera reprezentacyjna
W latach 2005–2006 zaliczył 5 spotkań w reprezentacji San Marino U-17 podczas dwóch turniejów kwalifikacyjnych do Mistrzostw Europy. Jego debiut w międzynarodowych rozgrywkach miał miejsce 17 października 2005 w przegranym 0:10 meczu przeciwko Niemcom. W latach 2008–2009 wystąpił pięciokrotnie w kadrze U-19, z którą wziął udział w dwóch kampaniach eliminacyjnych do Mistrzostw Europy. W latach 2008–2012 był powoływany do reprezentacji U-21, zaliczając 14 spotkań w kwalifikacjach Mistrzostw Europy 2009, 2011 i 2013. 1 czerwca 2012 wystąpił w zremisowanym 0:0 meczu z Grecją U-21 w eliminacjach Mistrzostw Europy 2013. Wynik ten oznaczał pierwszy punkt zdobyty przez zespół U-21 w spotkaniach o stawkę (nie wliczając walkowerów) i uchodzi za jeden z największych sukcesów sanmaryńskiej piłki nożnej młodzieżowej.
W listopadzie 2010 roku Della Valle otrzymał od Giampaolo Mazzy pierwsze powołanie do seniorskiej reprezentacji San Marino na mecz z Finlandią w eliminacjach Mistrzostw Europy 2012. W spotkaniu tym, rozegranym 17 listopada w Helsinkach (0:8), wszedł on na boisko w 67. minucie, zastępując Maicola Berrettiego. Z reprezentacją San Marino wziął również udział w kwalifikacjach Mistrzostw Świata 2014. Ogółem w latach 2010–2014 zaliczył on w drużynie narodowej 6 występów, wszystkie w niepełnym wymiarze czasowym, nie zdobył żadnej bramki.

## Życie prywatne
Jest synem Guido Della Valle (1959–2016), wieloletniego prezesa klubu SC Faetano.